# Ristijevići
Ristijevići (en serbe cyrillique : Ристијевићи) est un village de Bosnie-Herzégovine. Il est situé dans la municipalité de Milići et dans la république serbe de Bosnie. Selon les premiers résultats du recensement bosnien de 2013, il compte 48 habitants.

## Démographie

### Répartition de la population par nationalités (1991)
En 1991, le village comptait 56 habitants, tous serbes.